# Cipriano Urgel Villahermosa
Cipriano Urgel Villahermosa (1918 - 1985) là một giám mục người Philippines của Giáo hội Công giáo Rôma. Ông nguyên là Tổng giám mục chính tòa Tổng giáo phận Palo. Trước đó, ông cũng đảm nhận vị trí Giám mục chính tòa Giáo phận Palo và Giám mục chính tòa Giáo phận Calbayog. Ngoài ra, ông còn là một nghi phụ tham dự Công đồng Vaticanô II trong giai đoạn 1 và 4.

## Tiều sử
Tổng giám mục Cipriano Urgel Villahermosa sinh ngày 26 tháng 9 năm 1918 tại Hindang, thuộc Philippines. Sau quá trình tu học dài hạn tại các cơ sở chủng viện theo quy định của Giáo luật, ngày 17 tháng 3 năm 1945, Phó tế Villahermosa, 27 tuổi, tiến đến việc được truyền chức linh mục.
Với hơn 15 năm kinh nghiệm trong các hoạt động mục vụ trên cương vị là một linh mục, ngày 22 tháng 3 năm 1962, tin từ Tòa Thánh loan báo việc Giáo hàong quyết định tuyển chọn linh mục Cipriano Urgel Villahermosa vào hàng ngũ các giám mục, cụ thể với chức danh Giám mục chính tòa Giáo phận Calbayog. Tân giám mục đã được cử hành các nghi thức tấn phong sau đó vào ngày 12 tháng 6 cùng năm, với phần nghi thức được cử hành bởi ba giáo sĩ cấp cao. Chủ phong cho vị tân chức là Tổng giám mục Salvatore Siino, Sứ thần Tòa Thánh tại Philippines. Hai vị khác trong vai trò phụ phong đó là Giám mục Manuel Mascariñas y Morgia, Giám mục chính tòa Giáo phận Tagbilaran và Giám mục Lino Rasdesales Gonzaga, Giám mục chính tòa Giáo phận Palo. Tân giám mục chọn cho mình châm ngôn:Jesus est Filius Dei.
Hơn 10 năm phục vụ tại Calbayog, ngày 12 tháng 4 năm 1973, Tòa Thánh loan bao thông tin về việc Giáo hoàng đã tuyển chọn Giám mục Villahermosa vào vị trí mới là Giám mục chính tòa Giáo phận Palo. Chín năm sau khi về Palo, ngày 15 tháng 11 năm 1982, Tòa Thánh loan báo tin đã quyết định nâng Palo làm Tổng giáo phận, đồng thời tái xác nhận chọn Giám mục Cipriano Urgel Villahermosa làm người quản lí giáo phận, với một chức danh chính thức mới là Tổng giám mục chính tòa.
Ngày 22 tháng 4 năm 1985, Tổng giám mục Cipriano Urgel Villahermosa qua đời, thọ 67 tuổi, với 40 năm linh mục và 23 năm giám mục.